# Кузнецов, Феликс Александрович
Феликс Александрович Кузнецов (13 июля 1940 года, Москва, РСФСР, СССР — 9 марта 2021 года, Москва, Россия) — советский и российский художник декоративно-прикладного искусства, ювелир, арт-дизайнер ювелирного и эмальерного искусства, член-корреспондент Российской академии художеств (2013).

## Биография
Родился 13 июля 1940 года в Москве, где жил и работал.
В 1968 году — окончил Московское высшее художественно-промышленное училище (Строгановское).
С 1959 по 1962 годы — художник-оформитель, ВНИИ медицинских инструментов и оборудования.
С 1962 по 1963 годы — художник-конструктор, Специальное художественно-конструкторское бюро Мосгорсовнархоза.
С 1968 по 1973 годы — преподаватель проектирования, цветоведения, Московская художественно-промышленная академия имени С. Г. Строганова.
С 1971 по 2010 годы — художник-конструктор, старший художник КГЭ Кварц-самоцветы.
С 1993 по 1999 годы — преподаватель композиции, технологии и производственного обучения, Колледж декоративно-прикладного искусства № 336 имени К. Фаберже.
С 1994 по 2007 годы — дизайнер студийного оформления, РЕН ТВ.
С 2011 года — преподаватель проектирования, компьютерного моделирования, МГХПА имени Строганова, и. о. доцента МГХПА им. Строганова, кафедра Художественного металла. Проектирование, компьютерное моделирование.
С 2012 года — член Московского Союза художников, с 2014 года — член Творческого Союза художников России.
В 2013 году — избран членом-корреспондентом Российской академии художеств от Отделения декоративных искусств.
Феликс Александрович Кузнецов умер 9 марта 2021 года в Москве.

## Творческая деятельность
Основные проекты и произведения:
- Брошь «Иероглиф», титан, оксидировка, нерж. сталь, (1983)
- Брошь «Колор», титан, оксидировка, (1988)
- Композиция «4 версии», эмаль по стали, латунь, (1989)
- Кинетический объект «Коперник 2000», белое золото, бриллианты, сталь, (2000)
- Брошь «Чакра», титан, серебро, фактурная обработка, (2004)
- Брошь «777», серебро, (2004)
- Кинетический объект «Мир Леонардо», бумага, алюминий, сталь, пластик, магниты, (2005)
- Инсталляция «Хранители пустоты», алюминий, лазерная резка, гибка, (2013)

Произведения находятся в музейных и частных коллекциях в России и за рубежом.
С 1969 года — участник советских, российских и международных выставок.

## Награды
- 2-я премия СХ РСФСР по разделу декоративных искусств,Московская Осенняя выставка (1981)
- медаль «Яблонец-83», Диплом «Яблонец-87», Международной квадриеннале ювелирного искусства, г. Яблонец, ЧССР,(1983, 1987)
- диплом Международного конкурса ювелирного искусства «Колор», г. Легница, ПНР,(1988)
- диплом Международной биеннале художественной эмали, г. Лимож, Франция, (1988)
- гран-при по разделу «дизайн» Арт-биеннале «105 стран», Валетта, Мальта, (2005)
- золотая медаль «За вклад в отечественную культуру», ТСХР,(2013)
- серебряная медаль РАХ (2002)